# Diplosoma carnosum
Diplosoma carnosum är en sjöpungsart som beskrevs av Richard von Drasche-Wartinberg 1883. Diplosoma carnosum ingår i släktet Diplosoma och familjen Didemnidae. Inga underarter finns listade i Catalogue of Life.